# Melyna Montes
Melyna Montes Rojo (Parral, 27 de abril de 1974) es una comunicadora, líder social y emprendedora chilena, socia fundadora del medio de comunicación La Vitrina TV, la productora MyM y la empresa social 1KO. En 2021, fue reconocida como Mujer Impacta por Banco Santander y como Mujer Inspira por Banco de Chile.

## Biografía
Melyna Montes nació en Parral el 27 de abril de 1974 hija de padre carpintero y madre comerciante. A los 22 años viajó a Santiago de Chile embarazada y con su hija de cuatro años para trabajar como asesora de hogar, ciudad donde conoció a una mujer con la que compartió un departamento vacío en el sector Bajos de Mena, en Puente Alto, propiedad abandonada por su mal estado.
Montes apareció por primera vez en televisión en el año 1998, cuando Canal 13 realizó un reportaje sobre las viviendas de Bajos de Mena, sin embargo, se hizo conocida en 2018, cuando se encontraba reporteando un show de talentos de niños y comenzó una balacera a solo metros de su ubicación en Bajos de Mena. Luego de este suceso, fue invitada a diferentes medios de comunicación para compartir su experiencia, convirtiéndose en una representante del territorio donde habita.
En abril de 2019, Montes fundó el medio de comunicación La Vitrina TV, y en septiembre de 2020, en compañía de la diseñadora industrial Alejandra Mustakis, crearon la empresa social 1KO. Además, en 2021 llevó a cabo Fundación Melyna Montes.

## Apariciones en televisión
| Año  | Título               | Rol      | Canal       |
| ---- | -------------------- | -------- | ----------- |
| 2018 | Mentiras Verdaderas  | Invitada | La Red      |
| 2018 | Chilevisión Noticias | Invitada | Chilevisión |
| 2018 | Mucho Gusto          | Invitada | Mega        |
| 2020 | En Línea             | Invitada | Canal 13    |
| 2020 | Tu Conexión Matinal  | Invitada | TVR         |
| 2021 | Tiempos de Barrio    | Invitada | Canal 13    |
| 2021 | 24 Horas             | Invitada | TVN         |
| 2022 | Tu Conexión Matinal  | Invitada | TVR         |
| 2022 | Buenos Días a Todos  | Invitada | TVN         |
| 2024 | Ahora Caigo (Chile)  | Público  | TVN         |